# Lichtenstein (Roman)

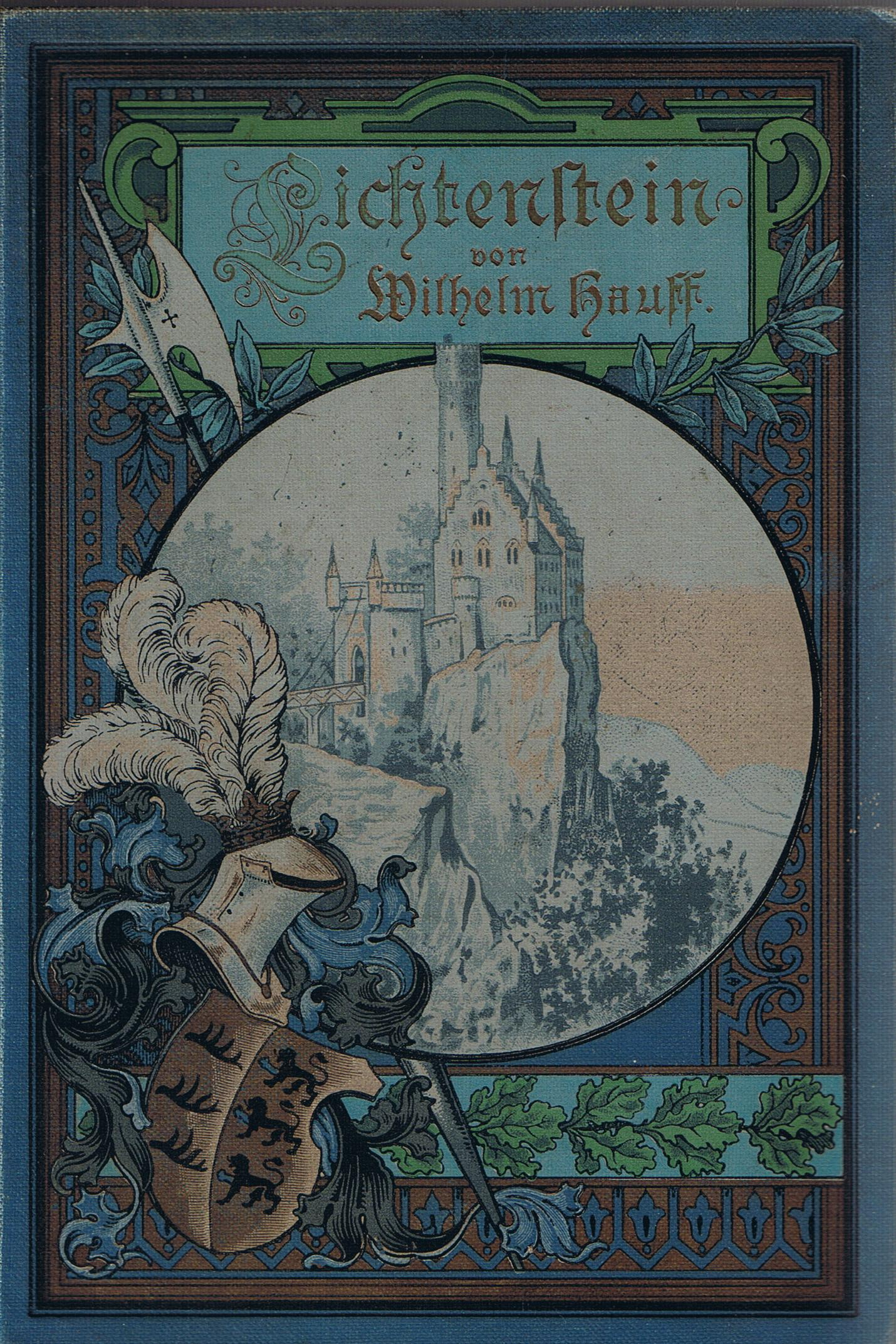
Lichtenstein (Bucheinband)

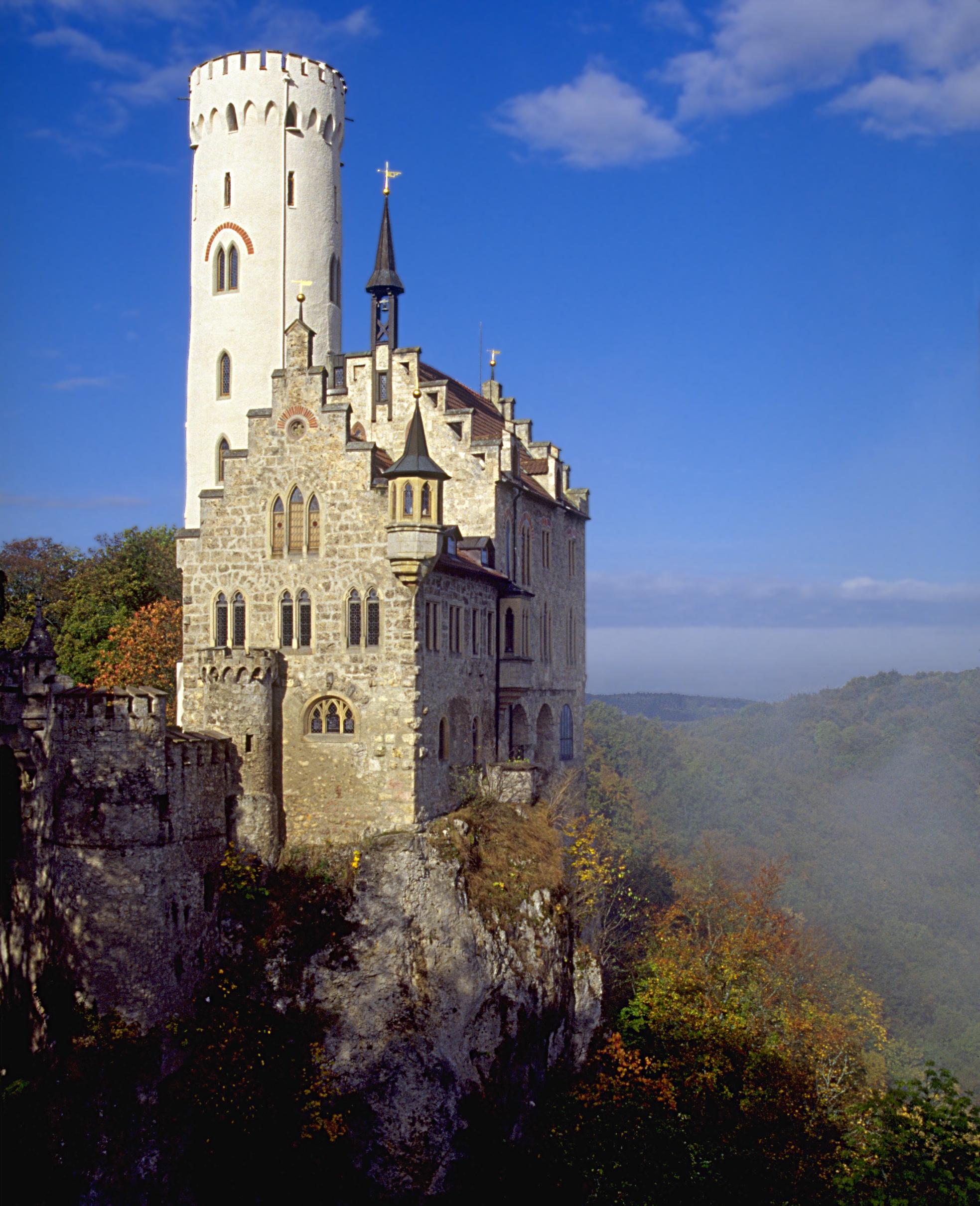
Das heutige Schloss Lichtenstein, 1842 nahe der Überreste der spätmittelalterlichen Burg erbaut – inspiriert durch Hauffs Roman Lichtenstein

Lichtenstein ist ein Roman von Wilhelm Hauff aus dem Jahr 1826. Er gilt neben seinen Märchen als sein größter literarischer Erfolg. Damit zählt Hauff zusammen mit Benedikte Naubert zu den Begründern des historischen Romans in Deutschland.

## Historischer Hintergrund
Herzog Ulrich von Württemberg war 1512 aus dem Schwäbischen Bund ausgetreten und versuchte stattdessen, eine fürstliche Allianz gegen die Landstände zu bilden. 1514 hatten die Landstände Ulrich dennoch dabei unterstützt, den Bauernaufstand Armer Konrad niederzuschlagen. Von Kaiser Maximilian I. war Ulrich mit der Reichsacht belegt worden und dementsprechend unter den deutschen Fürsten isoliert. Als Ulrichs Truppen 1519 die freie Reichsstadt Reutlingen eroberten, erklärten die schwäbischen Landstände unter Führung Georgs von Waldburg-Zeil Württemberg den Krieg.

## Handlung
Der verarmte fränkische Adelige Georg von Sturmfeder ist entschlossen, sich durch Kampf an der Seite des Schwäbischen Bundes gegen Herzog Ulrich von Württemberg die Heirat mit seiner Geliebten Marie von Lichtenstein zu verdienen. Am Rande der Sammlung der bündischen Truppen in Ulm erfährt er, dass Maries Vater wider Erwarten auf der Seite Württembergs steht. Aufgrund von Kränkungen durch den Truchseß von Waldburg, den Anführer des Schwäbischen Bundes, verlässt Georg den Bund. Nachdem er kurzzeitig in Haft genommen wird, darf er durch Fürsprache Frondsbergs, eines Freundes seines Vaters, aus Ulm ausreisen. Kaum hat er Ulm verlassen, trifft er auf den Pfeifer von Hardt, der ihm anbietet, ihn nach Schloss Lichtenstein zu Marie zu führen. Bei einem Überfall, bei dem Georg für den flüchtigen Herzog von Württemberg gehalten wird, wird er schwer verwundet. Im Haus des Pfeifers wird er von dessen Familie gesundgepflegt. Weitergeführt von Bärbele, der Tochter des Pfeifers, kommt Georg nach Lichtenstein, wo ihn Marie erwartet. Dort erfährt er, dass Herzog Ulrich, dem er zuvor bereits mehrfach – ohne ihn zu erkennen – begegnet ist, sich auf dem Schloss und in der Nebelhöhle versteckt hält. Maries Vater knüpft sein Einverständnis zur Ehe daran, dass Württemberg Stuttgart zurückerobert. Tatsächlich gelingt der Wiedereinzug des Herzogs und im Stuttgarter Schloss wird die Hochzeit von Georg und Marie gefeiert. Doch der Krieg ist noch nicht beendet. In der Schlacht bei Esslingen unterliegen die Württemberger dem Schwäbischen Bund. Herzog Ulrich kann mit seinem engsten Gefolge, darunter Georg, fliehen. In Köngen geraten sie in einen Hinterhalt. Der Herzog entkommt durch einen Sprung von der Brücke. Der Pfeifer stirbt todesmutig im Kampf. Georg hat zuvor die Rüstung des Herzogs angelegt und wird an dessen Stelle verhaftet. Als das Tauschmanöver auffällt, ist es erneut Frondsberg, der Georg vor einer Strafe im Verlies bewahren kann. Stattdessen wird Georg milde mit einem Hausarrest auf Schloss Lichtenstein bestraft.

## Konzept

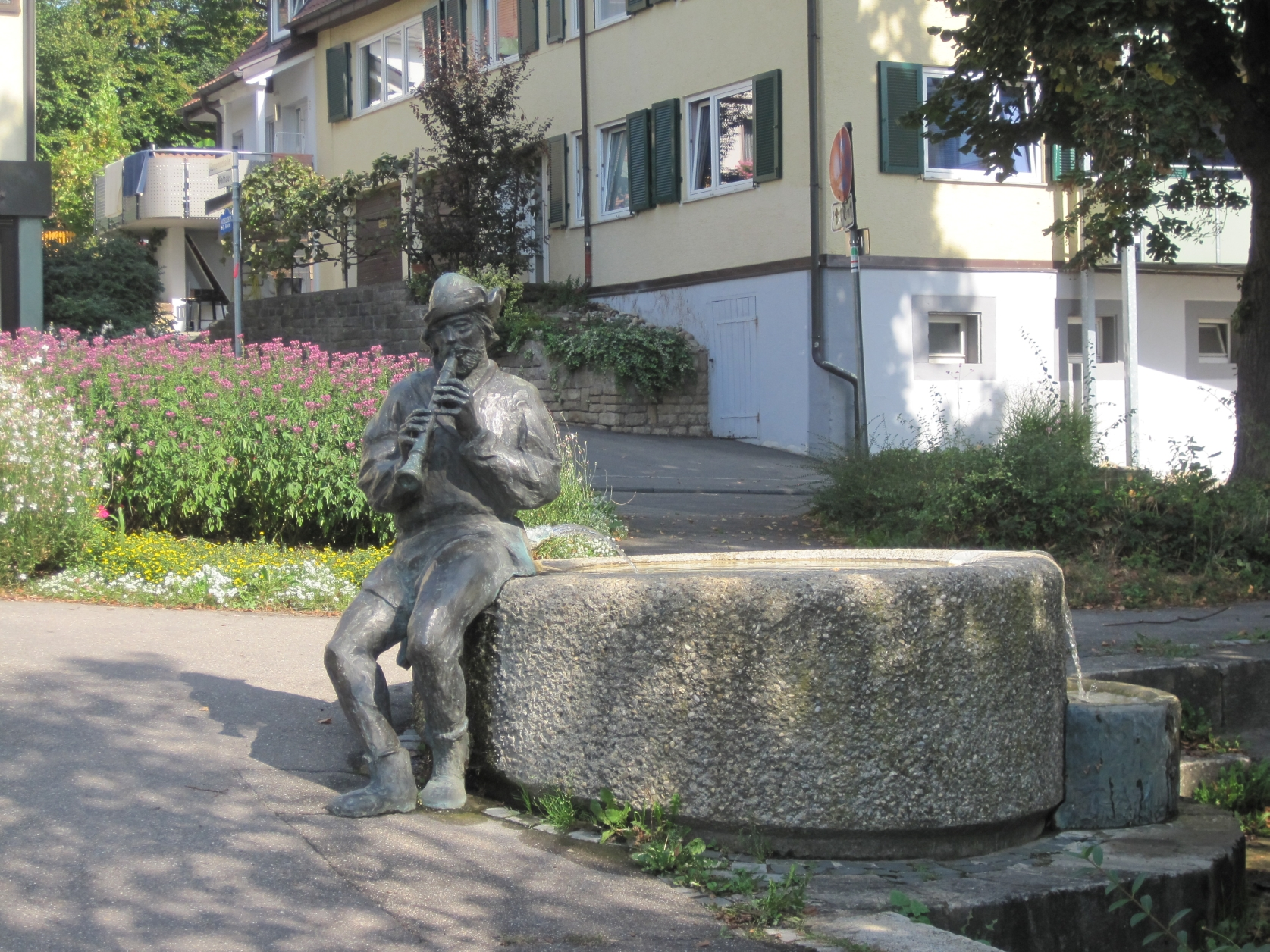
In Hardt hat man dem Pfeifer ein Denkmal gesetzt.

Wie Benedikte Naubert und nach ihr Walter Scott wählte Hauff eine erfundene historische Nebenfigur als Hauptperson für seinen Roman, Georg Sturmfeder, der den Namen der Herren von Sturmfeder trägt. Den historischen Herzog Ulrich idealisierte Hauff zu einem Landesvertriebenen, dem in seiner Not durch das Volk, symbolisiert durch den Pfeifer von Hardt und seine Familie, wieder zu seinen Rechten verholfen wird. Um seine patriotische Idealisierung des Herzogs von einer historischen Darstellung abzugrenzen, spricht Hauff von einer Sage. Im zweiten Zitat wird deutlich, wie sehr es ihm darauf ankommt, lokale Bezüge herzustellen. Daneben ist eine fehlleitende epische Vorausdeutung zu erkennen, denn auf diesem Weg der Sicherheit wird Sturmfeder bald – mit dem Herzog verwechselt – überfallen und schwer verletzt werden, was die Gelegenheit bietet, mit Frau und Tochter des Pfeifers von Hardt das einfache Volk mit wörtlichen Reden in schwäbischer Mundart einzuführen. Bei aller romantischen Verklärung deutete Hauff freilich auch die Fragwürdigkeit der Herrschaft Ulrichs an, denn der treue Pfeifer von Hardt fällt am Schluss des Buches beim Versuch, die Flucht des Herzogs zu sichern. Die Frau des Pfeifers kennzeichnet schon vorher seine Einstellung: „… wenn’s Krieg gibt, bleibt er gwiß et aus; do kann mer’n braucha; aber im Frieda? Noi, do denkt er, mit grauße Herra ist’s et guet Kirscha fressa.“
Hauffs Bild der schwäbischen Landstände hingegen ist deutlich ambivalenter, so gibt z.B, Georg Truchsess von Waldburg die Negativfolie für den sehr positiv dargestellten Georg von Frundsberg ab. Dennoch wird eine deutlich positive Sicht des Herzogs bereits dadurch erreicht, dass der Roman aus der Perspektive Georg Sturmfeders geschildert wird, der aufgrund seiner Liebe zu der herzogtreuen Marie von Lichtenstein vom Schwäbischen Bund zu den Anhängern des Herzogs wechselt.
Was Hauff den Lesern im Gewand der (angeblichen) Sage ‚verkauft‘, ist „das bürgerliche Ideal einer konstitutionellen Monarchie“, die revolutionären Radikalismus (wie im Aufstand des Armen Konrad oder – in Hauffs Gegenwart – in der Französischen Revolution) ebenso vermeidet wie absolutistische Restauration (wie durch Herzog Ulrich nach der Wiedereinnahme Stuttgarts oder wie nach 1815). Durch den großen Erfolg des Romans prägte Hauffs Darstellung nachhaltig die Vorstellungen breiter Leserkreise vom Mittelalter und von der württembergischen Geschichte.

## Zitate
Aus dem Vorwort

„Die Sage, womit sich die folgenden Blätter beschäftigen, gehört jenem Teil des südlichen Deutschlands an, welcher sich zwischen den Gebirgen der Alb und des Schwarzwaldes ausbreitet. Das erstere dieser Gebirge schließt, von Nordost nach Süden in verschiedener Breite sich ausdehnend, in einer langen Bergkette dieses Land ein, der Schwarzwald aber zieht sich von den Quellen der Donau bis hinüber an den Rhein und bildet mit seinen schwärzlichen Tannenwäldern einen dunklen Hintergrund für die schöne, fruchtbare, weinreiche Landschaft, die, vom Neckar durchströmt, an seinem Fuße sich ausbreitet und Württemberg heißt.“

Aus Kapitel 13

„Von jenem Bergrücken, wo Georg den Entschluss gefasst hatte, seinem geheimnisvollen Führer zu folgen, gab es zwei Wege in die Gegend von Reutlingen, wo Mariens Bergschloss, der Lichtenstein, lag. Der eine war die offene Heerstraße, welche von Ulm nach Tübingen führt. Sie führt durch das schöne Blautal, bis man bei Blaubeuren wieder an den Fuß der Alb kommt, von da quer über dieses Gebirge, vorbei an der Feste Hohen-Urach, gegen St. Johann und Pfullingen hin. Dieser Weg war sonst für Reisende, die Pferde, Sänften oder Wagen mit sich führten, der bequemere. In jenen Tagen aber, wo Georg mit dem Pfeifer von Hardt über das Gebirge zog, war es nicht ratsam, ihn zu wählen. Die Bundestruppen hatten schon Blaubeuren besetzt, ihre Posten dehnten sich über die ganze Straße bis gegen Urach hin und verfuhren gegen jeden, der nicht zum Heer gehörte oder sich zu ihnen bekannte, mit großer Strenge und Erbitterung. Georg hatte seine Gründe, diese Straße nicht zu wählen, und sein Führer war zu sehr auf seine eigene Sicherheit bedacht, als dass er dem jungen Mann von diesem Entschluss abgeraten hätte.
Der andere Weg, eigentlich ein Fußpfad, und nur den Bewohnern des Landes genau bekannt, berührte auf einer Strecke von beinahe zwölf Stunden nur einige einzeln stehende Höfe, zog sich durch dichte Wälder und Gebirgsschluchten und hatte, wenn er auch hie und da, um die Landstraßen zu vermeiden, einen Bogen machte, und für Pferde ermüdend und oft beinahe unzugänglich war, doch den großen Vorteil der Sicherheit.“

## Rezeption
Hauff schrieb für das „wachsende Unterhaltungsbedürfnis seines vorwiegend weiblichen Publikums“ und für den Erfolg. Der Erfolg stellte sich auch ein, unter anderem mit dem Lichtenstein. Dieser Erfolg und Hauffs Bedeutung für das allgemeine kulturelle Selbstverständnis im alten Württemberg zeigen sich auch darin, dass Hauffs Name in sprichwörtlich gewordene Merkverse der drei oder vier bedeutendsten Autoren des Landes einging.
Um 1960 galt der Roman nur noch als „Lektüre der heranwachsenden Jugend“. Am Ende des 20. Jahrhunderts ist Hauffs Ruhm verblasst. „Seine literarische, ja weltliterarische Publizität (beruht) fast ausschließlich auf seinen Märchen.“ In einer 1997 erschienenen Darstellung der deutschen Literaturgeschichte der Romantik werden Hauff und sein Lichtenstein nicht einmal mehr erwähnt.
Lichtenstein wird allgemein der Gattung des historischen Romans zugeordnet. Doch wurden auch Vorbehalte dagegen geäußert: Es handle sich im Grunde um eine Liebesgeschichte in historischem Gewand, der geschichtliche Hintergrund sei lediglich Kulisse und überdies stark entstellt wiedergegeben. Daher handle es sich bei Lichtenstein lediglich um „eine Vorform des historischen Romans“.
Ein Herr Bosshardt  gestaltete den Stoff 1834 als Versdichtung, Christoph Kuffner verarbeitete ihn im gleichen Jahr 1834 in seinem Drama Guido von Ostenthal.
Mindestens drei Opern zeugen ebenfalls von der Begeisterung für den Lichtenstein-Stoff: von Peter Joseph von Lindpaintner (Uraufführung 1846 in Stuttgart zur Eröffnung des Neuen Hoftheaters), Bernhard Triebel (in Offenbach) und Ferdinand Schilling (1892 in Freiburg im Breisgau). Heute sind sie vergessen.
Inspiriert von dem Roman, ließ Graf Wilhelm von Württemberg 1840–1842 Schloss Lichtenstein an der Stelle der spätmittelalterlichen Burg, auf einem weithin sichtbaren Felsen erbauen. Zum Teil geben auch die Wandmalereien im Schloss Szenen aus dem Roman wieder.
Was Schloss Neuschwanstein (1867–1886) für Bayern, Schloss Stolzenfels (ab 1825) für das ehemals preußische Rheinland, die Marienburg (ab 1817) für Preußen (und später NS-Deutschland), die Wartburg (1838–1890) für Thüringen und die Hohkönigsburg (1900–1908) für das damals deutsche Elsass sind oder waren, das sind die Burg Hohenzollern (1850–1867) und – trotz der deutlich kleineren Dimensionen des Bauwerks – Schloss Lichtenstein (1840–1842) für die Schwäbische Alb: Wahrzeichen der Region und gebaute Mittelalter-Träume. Schloss Lichtenstein sticht dabei heraus durch die Besonderheit der auf den konkreten Ort bezogenen literarischen Inspiration durch den zeitlich vorangehenden Roman Lichtenstein. Nur für die Wartburg ist mit der Überlieferung vom Sängerkrieg auf der Wartburg etwas Vergleichbares zu nennen.
Das Wilhelm-Hauff-Museum in Lichtenstein-Honau widmet sich neben zahlreichen Märchen insbesondere dem Roman Lichtenstein, der Geschichte der namengebenden mittelalterlichen Burg und der durch den Roman inspirierten Erbauung von Schloss Lichtenstein.

## Ausgaben (Auswahl)
- Lichtenstein. Romantische Sage aus der würtembergischen[sic!] Geschichte. 3 Bände. Franckh, Stuttgart 1826; Digitalisate: Band 1, hathitrust.org – Band 2, archive.org – Band 3 archive.org
- Werke [in vier Bänden]. Hrsg. von Max Mendheim. Kritisch durchgesehene und erläuterte Ausgabe. Band 1 (= Meyers Klassiker-Ausgaben). Bibliographisches Institut, Leipzig/Wien [1891], S. 37–434 (Text), 443; Lesarten, archive.org; Volltext (Wikisource).
- Werke [in zwei Bänden]. Hrsg. von Bernhard Zeller. Band 1: Lichtenstein, Phantasien, Novellen. Insel, Frankfurt am Main 1969 [16.–18. Tsd. 1989, Lizenzausgabe Osiander, Tübingen ca. 2001, ISBN 978-3-926326-16-4], S. 5–345 (Text), 647–657 (Anmerkungen).
- Sämtliche Werke in drei Bänden. [Nach den Originaldrucken und Handschriften. Textredaktion und Anmerkungen von Sibylle von Steinsdorff. Mit einem Nachwort und einer Zeittafel von Helmut Koopmann.] Band I: Romane. Winkler, München 1970, ISBN 3-538-05101-1, S. 5–347 (Text), 829–837 (Anmerkungen).
- Lichtenstein. Romantische Sage aus der württembergischen Geschichte. Anmerkungen von Margarete Berg. Nachwort von Paul Michael Lützeler (= Reclams Universal-Bibliothek. Nr. 85). Reclam, Stuttgart 2002 [bibliografisch ergänzte Ausgabe, zuerst 1988], ISBN 978-3-15-000085-4.

## Illustrierte Ausgaben (Auswahl)
- Lichtenstein. Romantische Sage aus der württembergischen Geschichte. Mit 60 Illustrationen nach Naturaufnahmen aus den Honauer Festspielen von Fritz Bergen. Thienemann, Stuttgart [ca. 1906].
- Lichtenstein. Romantische Sage. Illustrationen von Jan Wiegman. Meulenhoff, Leipzig/Amsterdam [1923].